# 6125 Singto
6125 Singto è un asteroide della fascia principale. Scoperto nel 1989, presenta un'orbita caratterizzata da un semiasse maggiore pari a 2,2228558 UA e da un'eccentricità di 0,1360344, inclinata di 1,30844° rispetto all'eclittica.